# コミュニティ緊急事態対応チーム

コミュニティ緊急事態対応チーム（コミュニティきんきゅうじたいたいおうチーム、英語: Community Emergency Response Team、略称: CERT）は、米国の自主防災組織。アメリカ合衆国連邦緊急事態管理庁（FEMA）が全米で行ってる CERT プログラム。地方自治体が組織し、ボランティアとして参加する住民に、標準化されたトレーニングが提供されている。ネイバーフッド緊急対応チーム（Neighborhood Emergency Response Team、略称: NERT）や、ネイバーフッドエマージェンシーチーム（Neighborhood Emergency Team、略称: NET）などの名前が使われることもある。2021年現在、オレゴン州ポートランド市のNETプログラムが、4000人を越えるトレーニング終了者、年に12時間以上の追加トレーニングを受けている、現役チームメンバーが2000人を越え、ニューヨークのCRETを抜いて、全米最大のプログラムとなっている。